# Cattedrale di Visby
La cattedrale di Visby (in svedese: Visby domkyrka), nota anche come cattedrale di Santa Maria (Sankta Maria Domkyrka), è la cattedrale luterana di Visby, in Svezia, e sede della diocesi di Visby. La chiesa venne eretta in stile romanico con influenze renane. Fu consacrata il 27 luglio 1225, ma divenne cattedrale solo con l'erezione della diocesi luterana di Visby nel 1572.

## Galleria d'immagini

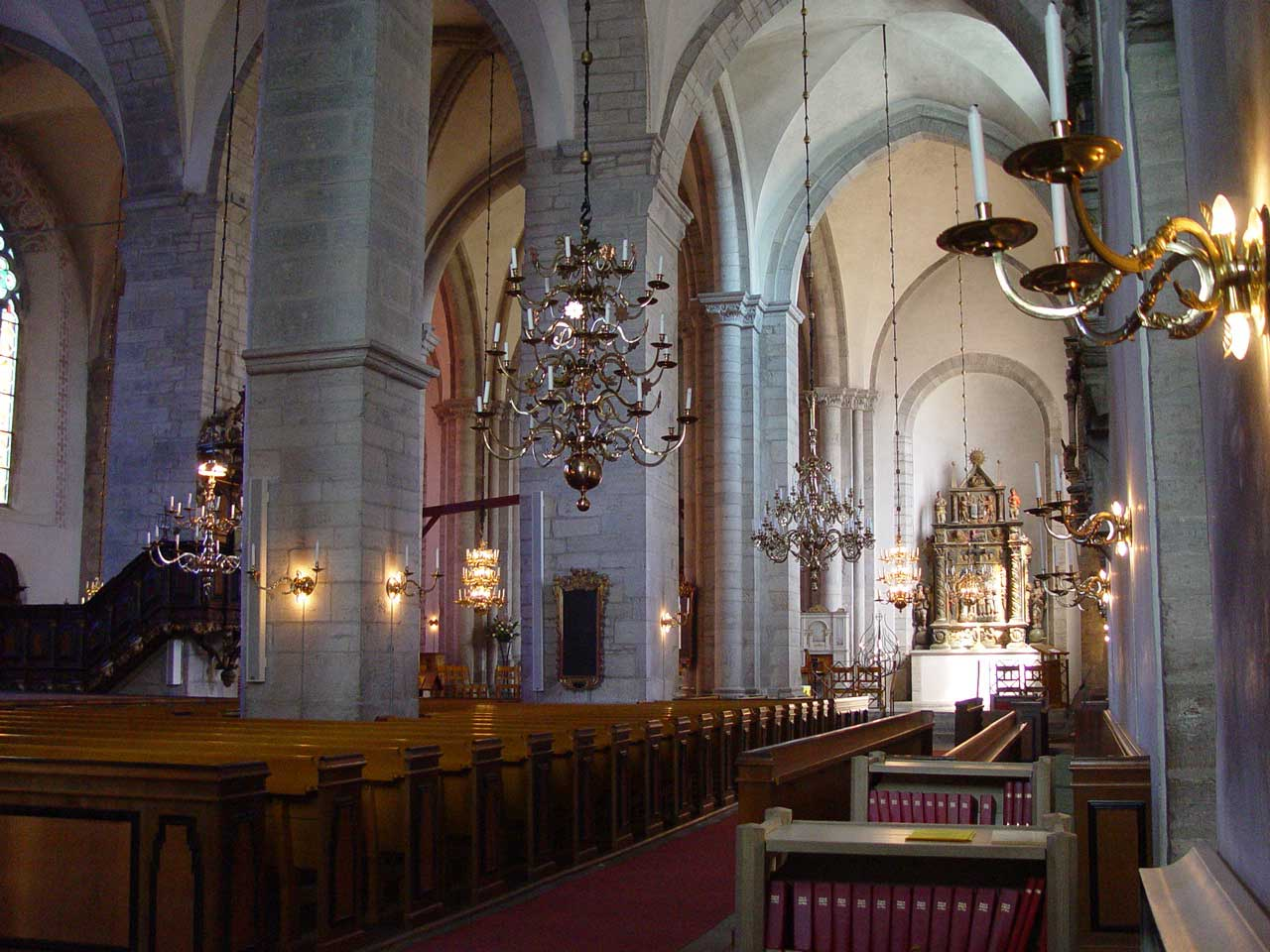
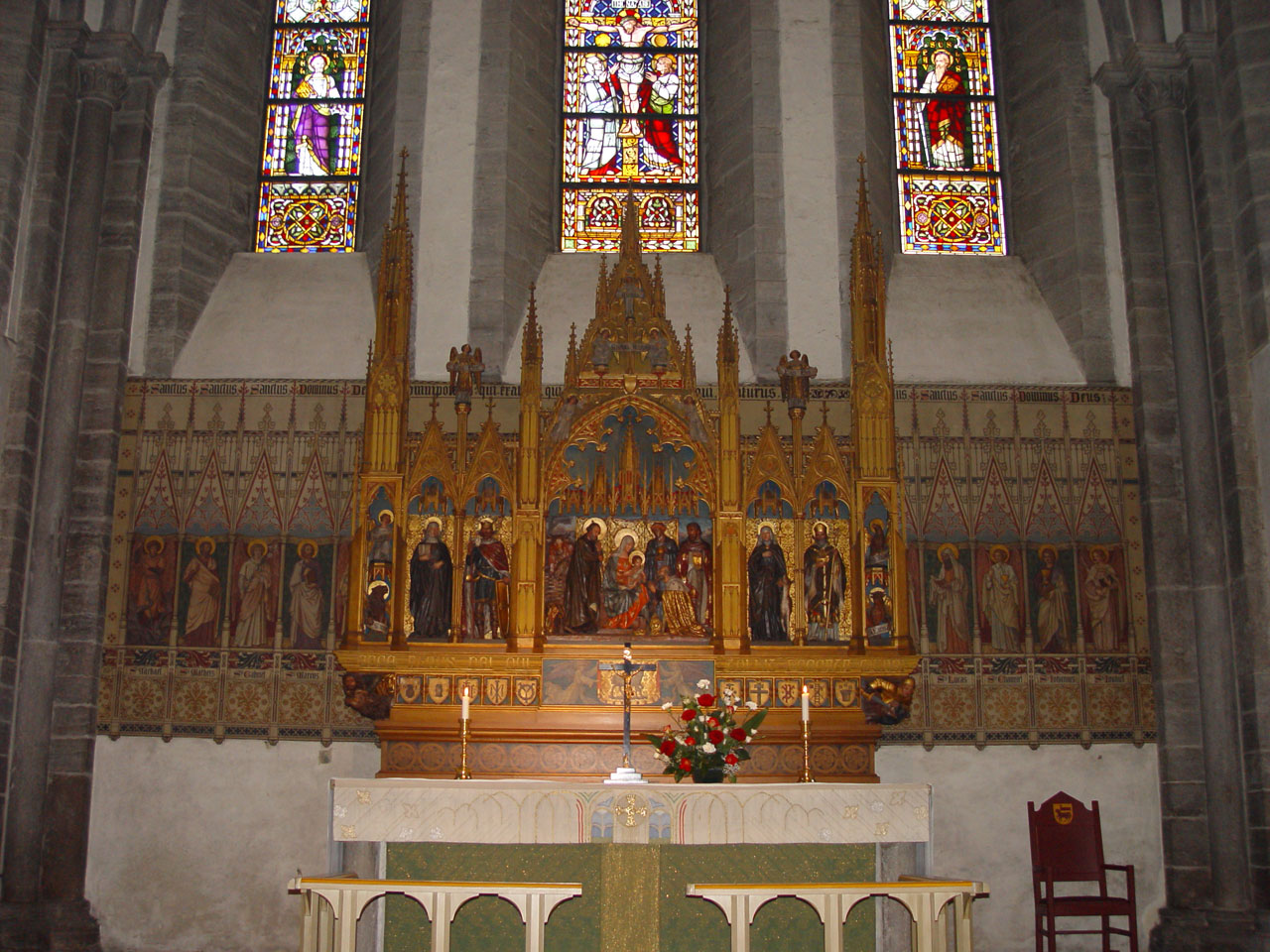
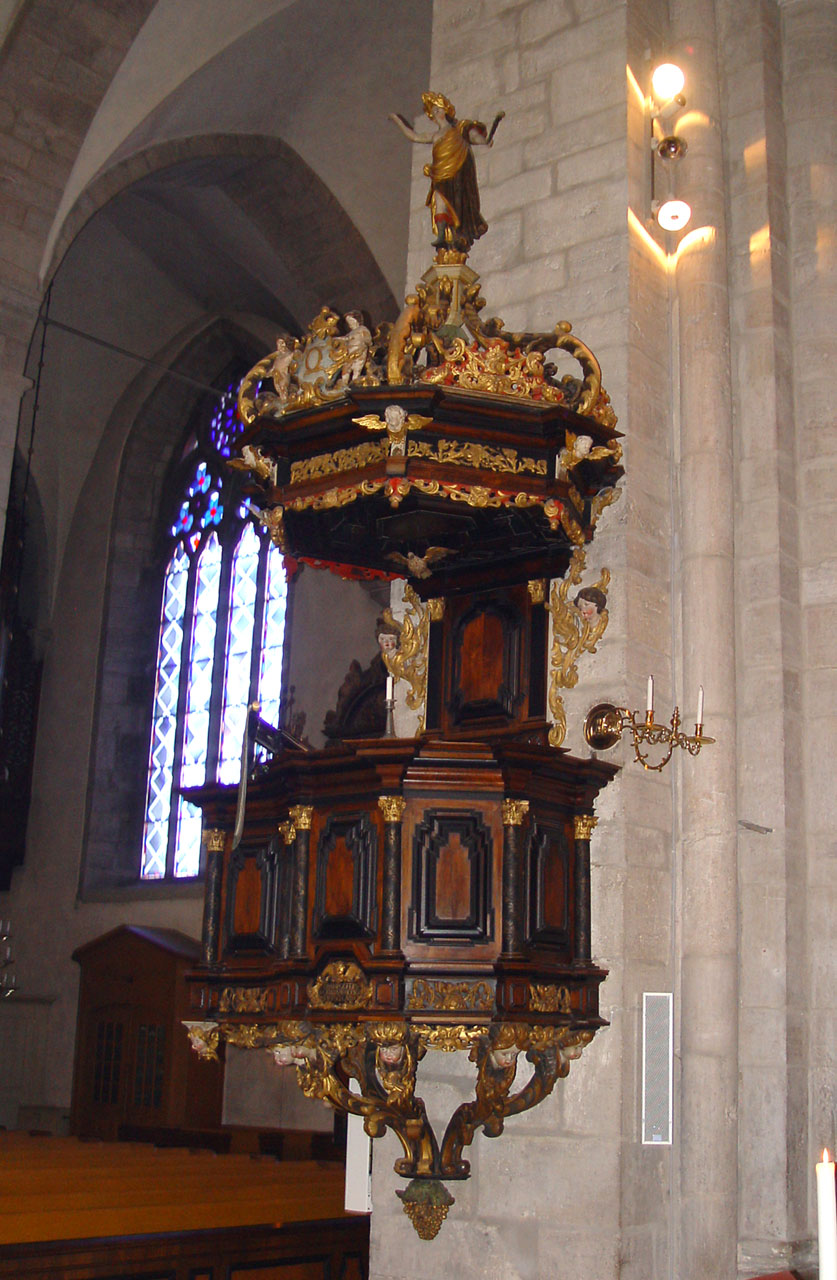
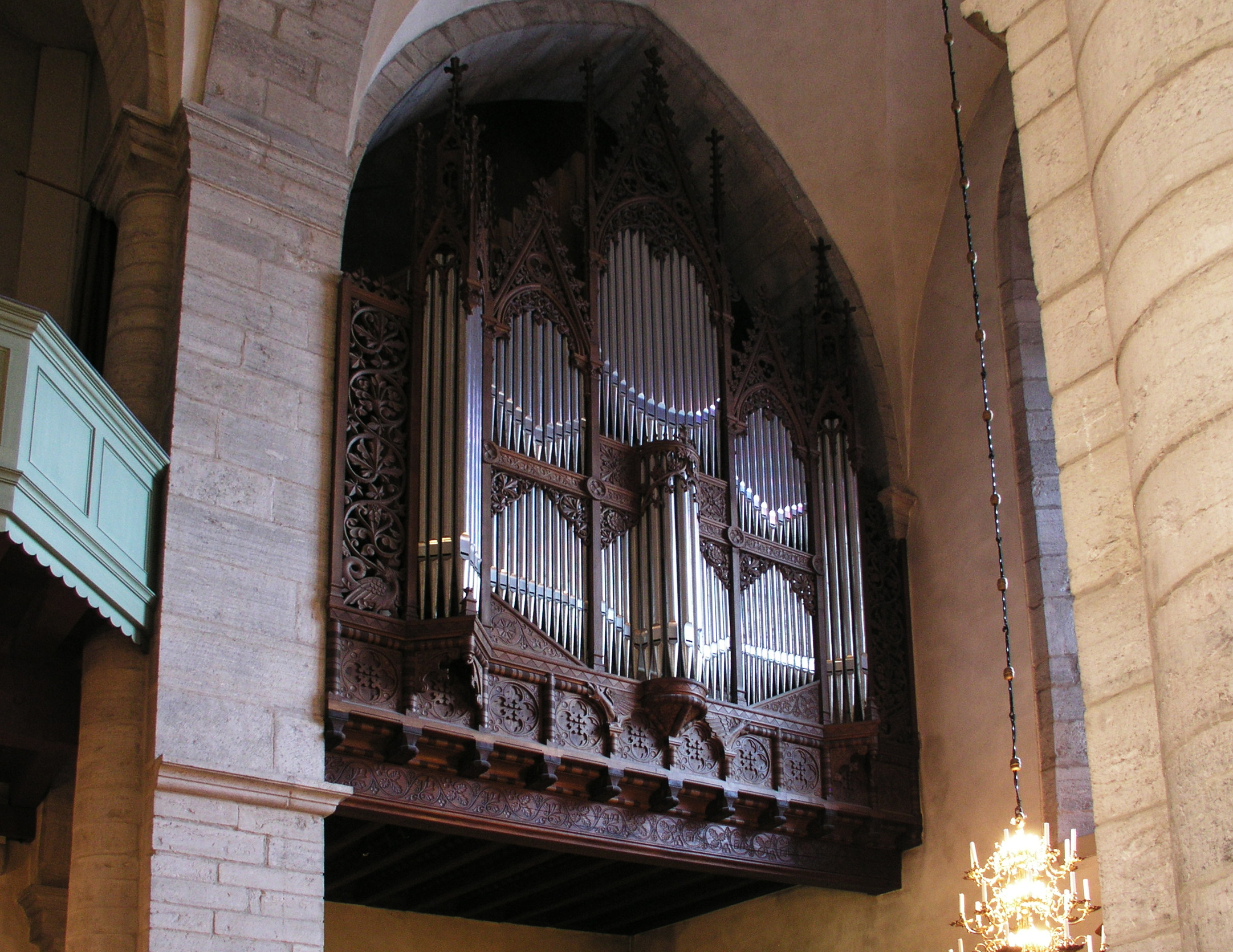
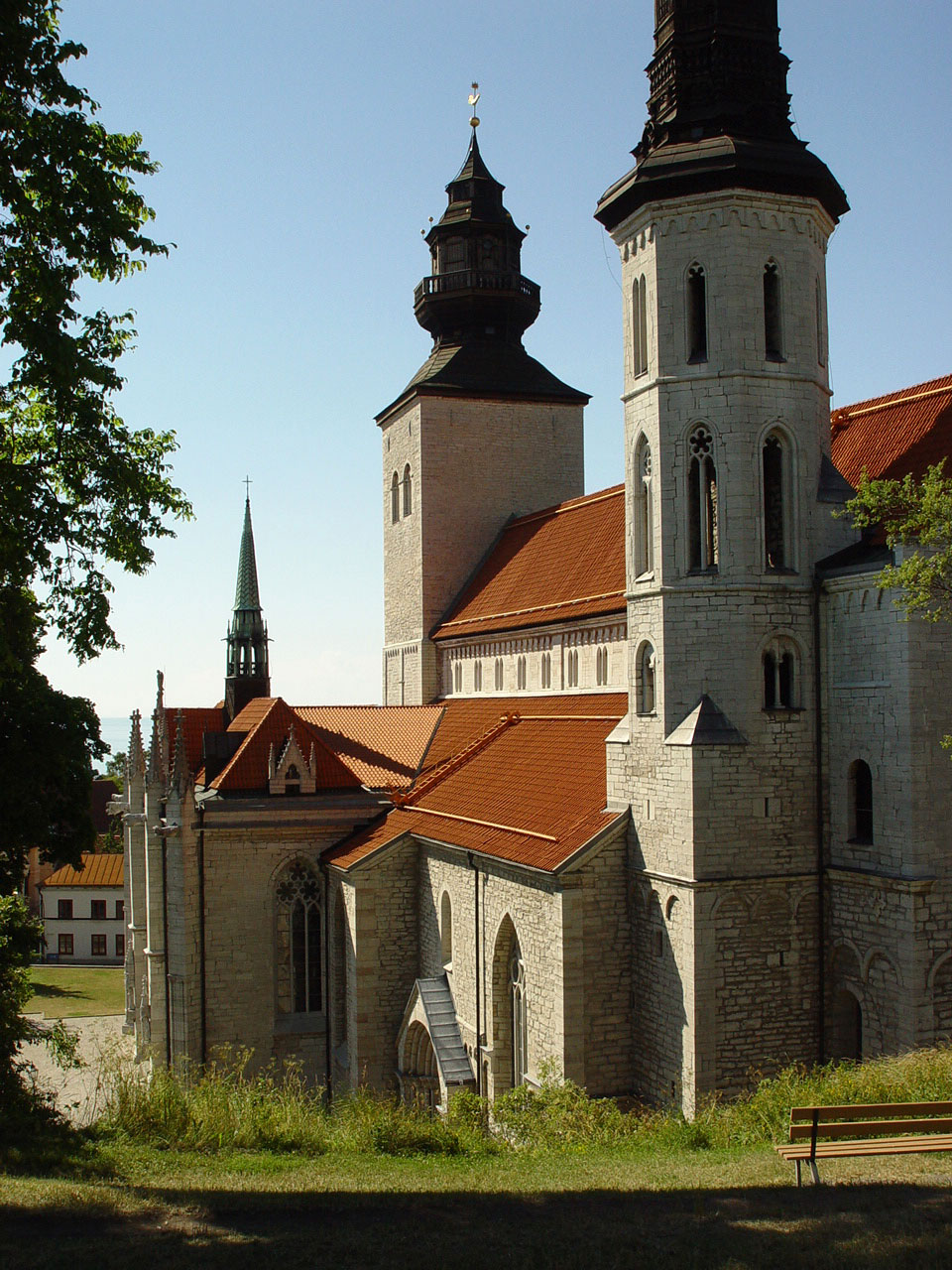
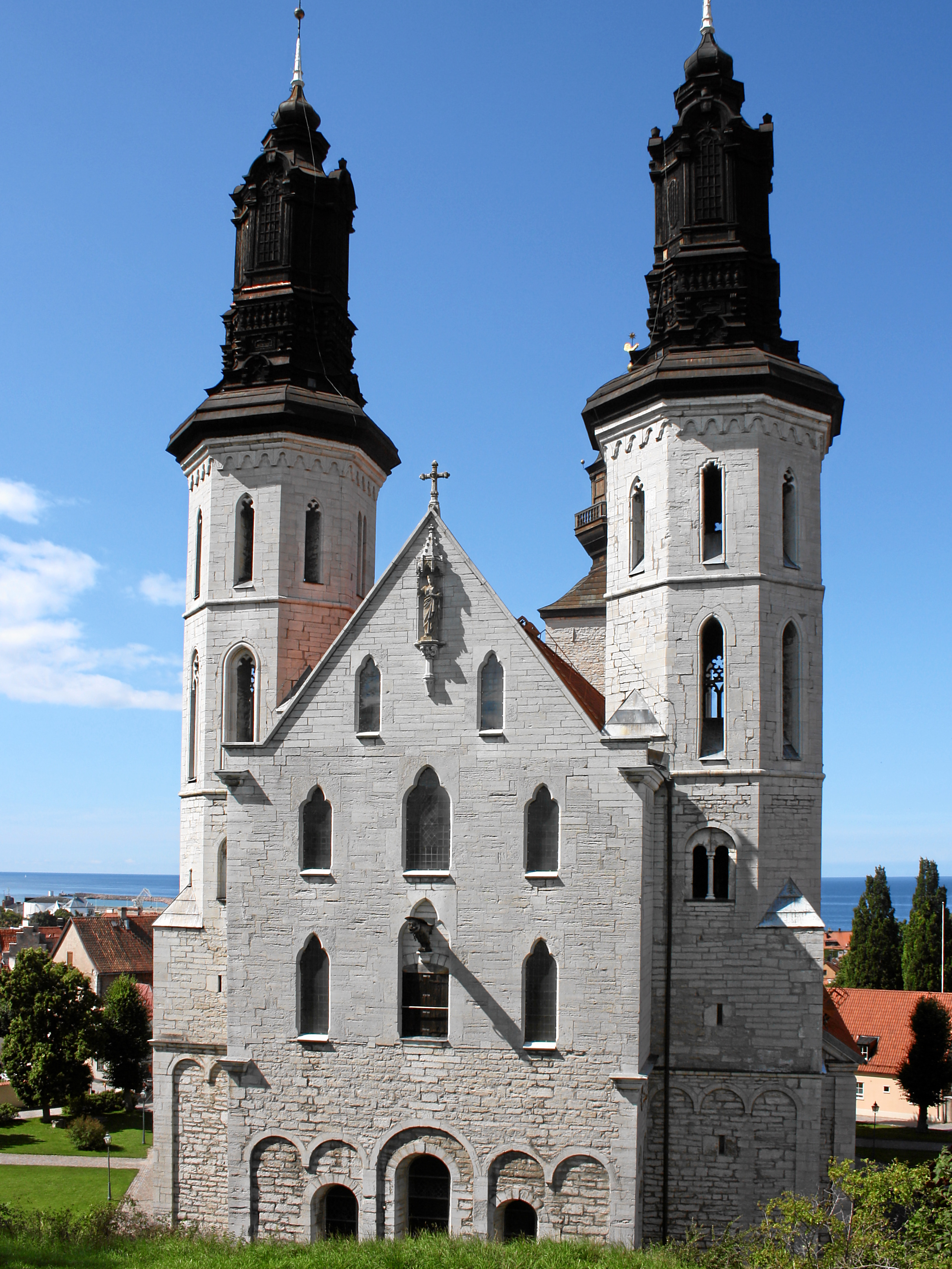